# 浮田継成
浮田 継成（うきた つぐなり、生年不詳 - 寛政8年1月22日（1796年3月1日））は、江戸時代後期の人物。八丈島に配流となった宇喜多一族。通称は、久大夫。父は浮田秀玄。母は浮田正道の娘。子に継繁、紋次郎、サツヨ（継久の妻）。兄に秀誉。

## 生涯
浮田半平家の当主浮田秀玄の子として生まれる。
浮田次郎吉家の3代当主浮田継達の養子となり、明和4年（1767年）から明和6年（1769年）の間に家督を継ぐも、自らは久大夫と名乗り初代と称する。
寛政8年（1796年）に死去（戒名、量哲信士）。家督は、娘婿の継久（浮田継暎の子）が継いだ。